# Federação Cearense de Tênis
A Federação Cearense de Tênis é é uma federação de entidades esportivas que regula a atividade de tênis no Ceará sendo filiada a Confederação Brasileira de Tênis. Foi fundada em 17 de novembro de 1948, com sede em Fortaleza sendo atualmente presidida por Carlos Roberto Carvalho Fujita. Sua primeira sede foi no Palácio do Comércio. Em 1962 o vereador René Paiva encaminha pedido que foi sancionado pelo prefeito Manuel Cordeiro considerando a enteidade de utilidade pública.